# Lo Spagna
. 

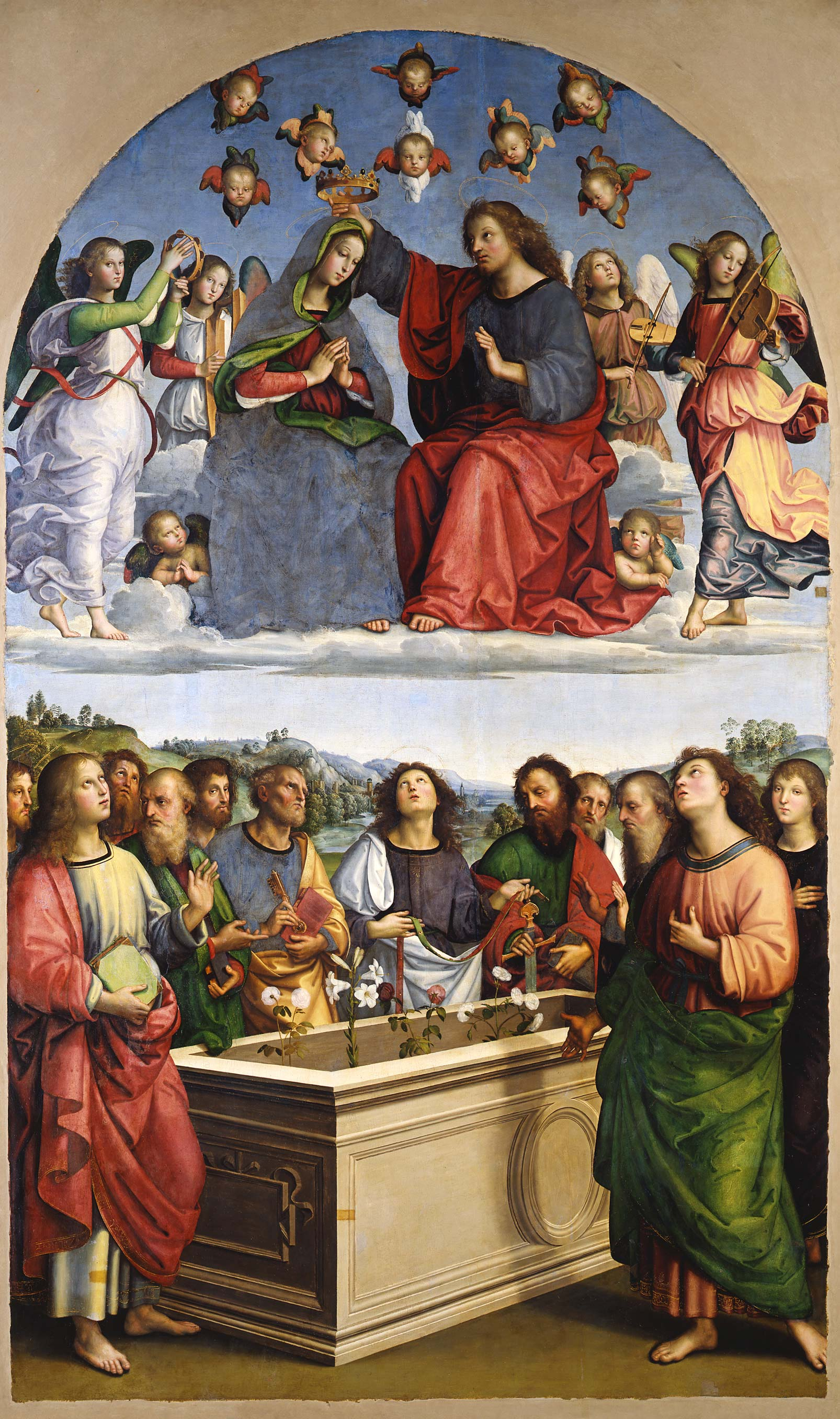
Coroação da Virgem, Pinacoteca Vaticana

Lo Spagna (Espanha, 1540 - falecido por volta de 1529, Spoleto, Itália), ou O Espanhol em italiano, foi um pintor da Alta Renascença, ativo na região central da Itália. Seu nome era Giovanni di Pietro, mas era conhecido como Lo Spagna por ter nascido na Espanha. Depois de Rafael, ele foi o principal aluno e seguidor do pintor da Úmbria, Perugino, cujo estilo suas pinturas desenvolveram. Ele não deve ser confundido com Pietro di Giovanni D'Ambrogio de Siena.
Lo Spagna é conhecido por uma série de obras importantes concluídas na região da Úmbria, que incluem o Nascimento da Virgem de Spineta em Todi, a Adoração dos Magos de Ferentillo e a Natividade de Santo Antônio em Perugia. Lo Spagna casou-se com Santina Martorelli, de uma das principais famílias de Spoleto, e aqui foi nomeado Capitano delle Arti dei Pittori e degli Orefici em 1517. Ele morreu naquela cidade em 1528, possivelmente de peste.
Lo Spagna teve muitos alunos e seguidores, entre eles, Bernardino Campilius.

## Galeria

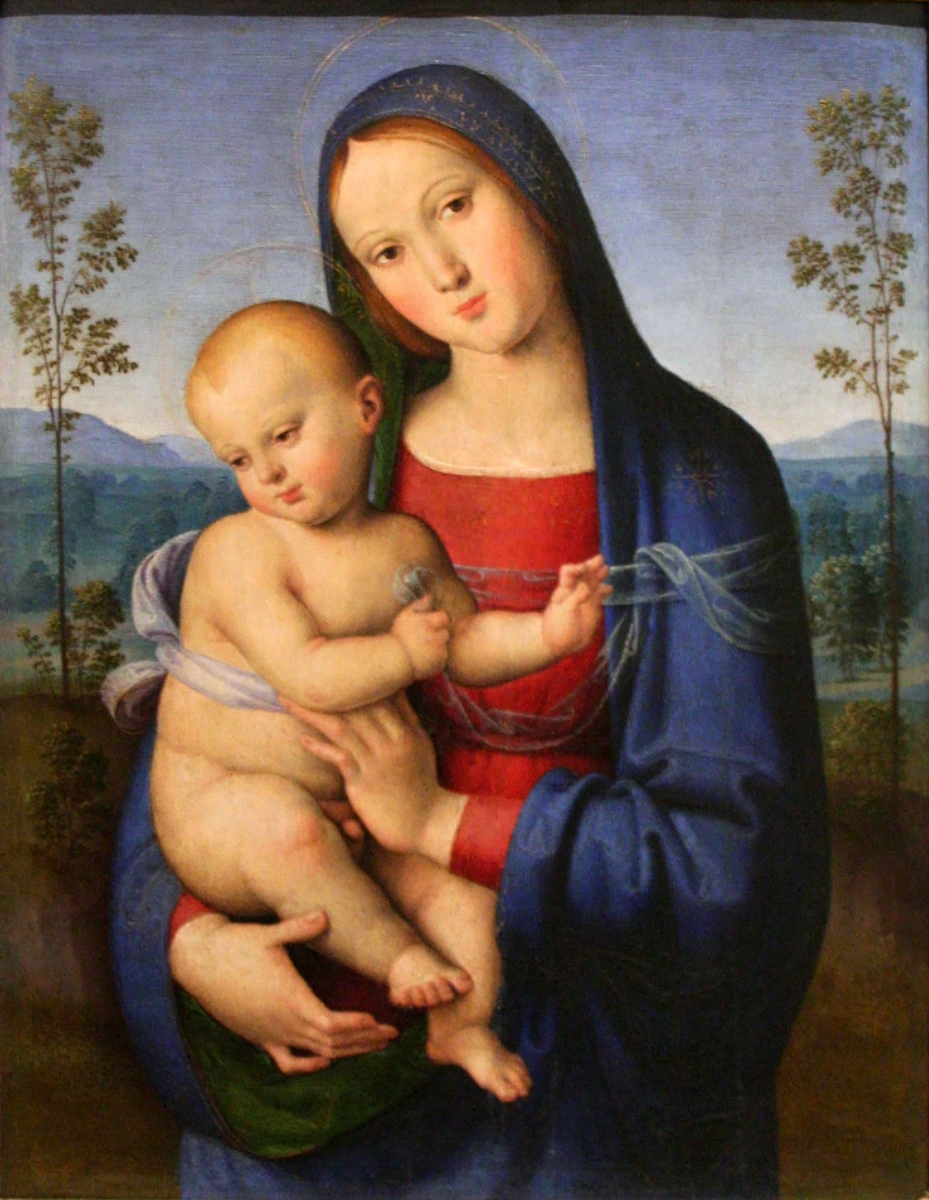
Madonna e o Menino, Louvre, Paris
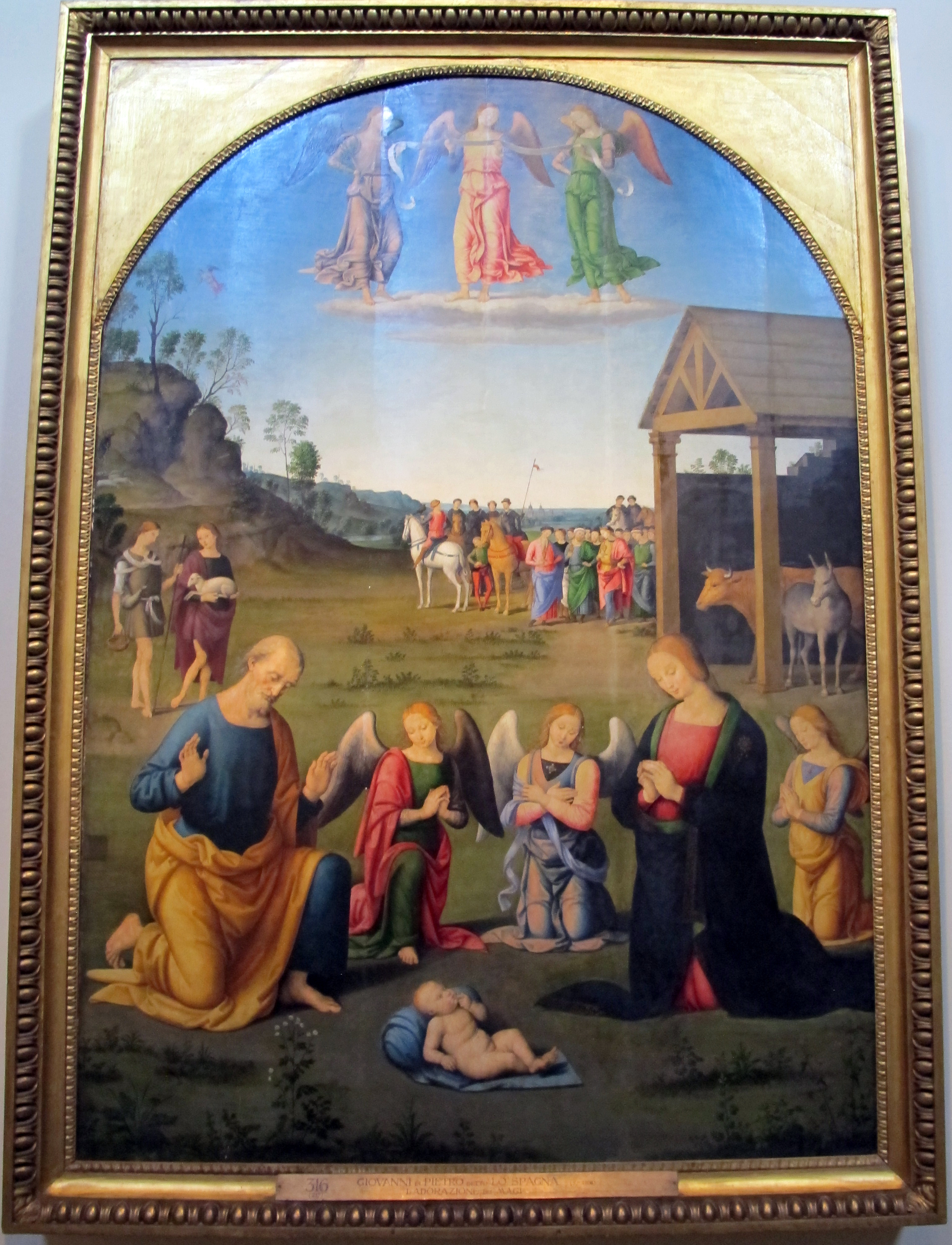
Adoração dos Magos, Pinacoteca Vaticana
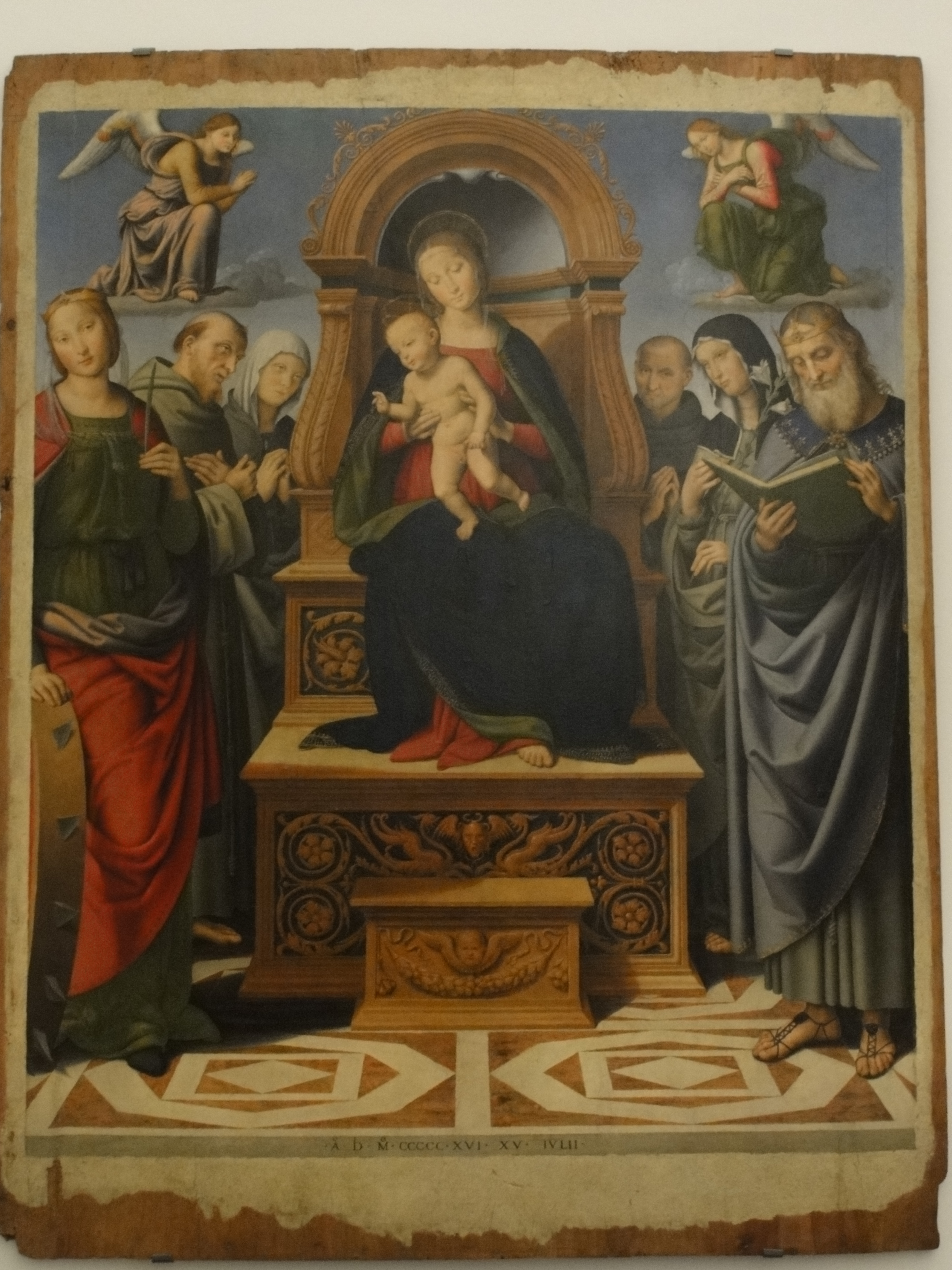
Madonna com o Menino, Santos e Anjos